# Saint-Thiébault
 Saint-Thiébault  es una población y comuna francesa, en la región de Champaña-Ardenas, departamento de Alto Marne, en el distrito de Chaumont y cantón de Bourmont.
Se trata de la comuna de menor extensión del departamento.

## Demografía
| 212 | 316 | 400 | 331 | 295 | 279 |
| Para los censos de 1962 a 1999 la población legal corresponde a la población sin duplicidades (Fuente: INSEE [Consultar]) |     |     |     |     |     |